# Agrilus metallescens
Agrilus metallescens es una especie de insecto del género Agrilus, familia Buprestidae, orden Coleoptera.
Fue descrita científicamente por Dugès, 1891.